# Valga (Valga)
Valga (deutsch Walk) ist eine Stadt im Süden Estlands, 245 Straßenkilometer südlich der Hauptstadt Tallinn gelegen. Im Zuge der Gemeindereform 2017 wurde die Stadtgemeinde Valga aufgelöst und in den Kreis Valga eingegliedert.
Valga liegt direkt an der Grenze zu Lettland gegenüber der lettischen Schwesterstadt Valka. Beide Städte bildeten bis 1920 eine einheitliche Gesamtstadt.

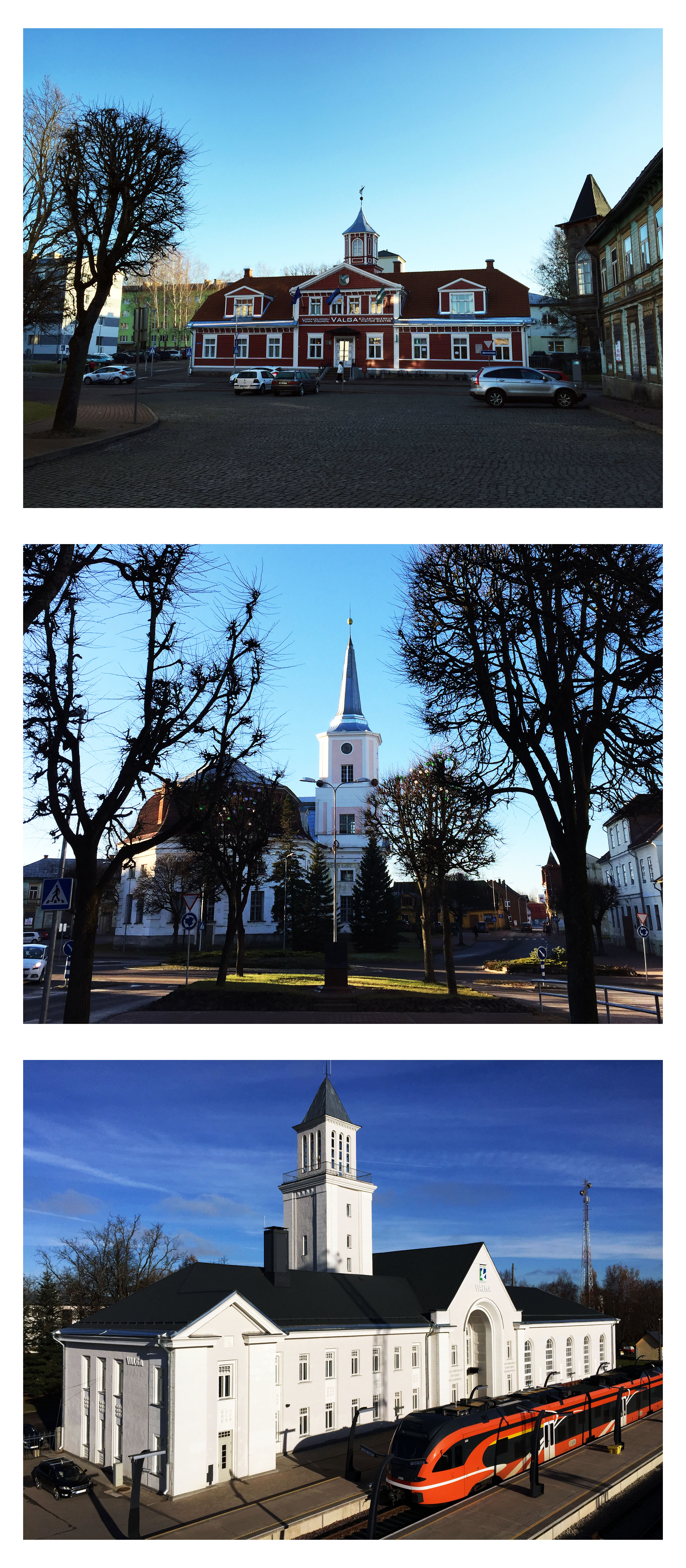
Valga: Rathaus, Jaani Kirche und Bahnhof

## Geschichte
- Zur Geschichte vor 1920: siehe Walk

Während der deutschen Besetzung wurde zwischen 1941 und 1944 am Stadtrand in Priimetsa in ehemaligen Pferdeställen das Stalag 351 für sowjetische Kriegsgefangene eingerichtet, in dem 30.000 Menschen starben. Später bestand in Valga das sowjetische Kriegsgefangenenlager 287 für deutsche Kriegsgefangene des Zweiten Weltkriegs.
In den Zeiten, in denen Estland und Lettland Teil der Sowjetunion waren (1940–1941 bzw. 1944–1991), verschwanden die Grenzkontrollen. Nach dem Zerfall der Sowjetunion und der erneuten Unabhängigkeit 1991 wurden wiederum Zollschranken errichtet, die den Personen- und Güterverkehr zwischen beiden Teilstädten stark behinderten. So lag der Grenzübergang für Autofahrer außerhalb der beiden Teilstädte. Seit dem EU-Beitritt Estlands und Lettlands am 1. Mai 2004 und der Implementierung des Schengener Abkommens am 21. Dezember 2007 gibt es keine Grenzabfertigung mehr. Freier Personen- und Fahrzeugverkehr ist in der gesamten Stadt möglich.

## Infrastruktur
Die Lage an der Grenze zeigt sich auch an der Verkehrsanbindung. Einerseits führt die Europastraße 264 durch Valga und andererseits ist der Bahnhof Valga Umsteigebahnhof für Zugverbindungen von Tallinn nach Riga.

## Kultur
Seit 1944 wird die Zeitung Valgamaalane dreimal wöchentlich herausgegeben. Außerdem unterhält das Estnische Fernsehen eine lokale Vertretung und es gibt ein lokales Radio („Raadio Ruut“). Seit 2003 wird die russischsprachige Zeitung Walk (Валкъ) herausgegeben.

## Söhne und Töchter der Stadt
- Gerhardt Wilhelm von Reutern (1794–1865), deutschbaltischer Offizier und Maler
- Woldemar von Glasenapp (1812–1895), Vizeadmiral der kaiserlich russischen Flotte
- Piers Bohl (1865–1921), livländischer Mathematiker
- Albrecht von Ulmann (1871–nach 1902), Opernsänger (Bariton)
- Jaan Kikas (1892–1944), Gewichtheber
- Alfred Neuland (1895–1966), Gewichtheber; wurde 1920 in Antwerpen Olympiasieger im Gewichtheben (Leichtgewicht) und gewann 1924 in Paris eine Silbermedaille
- Paul Viiding (1904–1962), Schriftsteller, Literaturkritiker und Übersetzer
- Alfons Rebane (1908–1976), Offizier der estnischen Armee, welcher später der Waffen-SS beitrat
- Arnold Viiding (1911–2006), 1934 der erste Europameister im Kugelstoßen
- Kazimierz Świątek (1914–2011), römisch-katholischer Kardinal und emeritierter Erzbischof von Minsk-Mogiljow in Belarus
- Harri Asi (1922–2009), Schriftsteller und Lyriker
- Heinrich Schultz (1924–2012), sowjet-estnischer Kulturfunktionär
- Uno Laht, Pseudonym Onu Thal (1924–2008), Dichter, Schriftsteller und Übersetzer
- Bruno Junk (1929–1995), sowjetischer Leichtathlet (Geher) estnischer Herkunft, 1952 und 1956 olympischer Medaillengewinner
- Heino Aunin (1935–2010), Badmintonspieler
- Enn Sarap (1945–2019), Politiker und Unternehmer
- Tiit Vähi (* 1947), Politiker und Unternehmer
- Peeter Lilje (1950–1993), Dirigent
- Paul Varul (* 1952), Politiker und Jurist
- Olari Taal (* 1953), Politiker und Unternehmer
- Valeri Saar (* 1955), Generalmajor
- Piret Rips (* 1965), Komponistin
- Marko Mihkelson (* 1969), Politiker
- Andrus Värnik (* 1977), Leichtathlet; gewann bei den Leichtathletik-Weltmeisterschaften 2005 in Helsinki die Goldmedaille im Speerwurf
- Jaan Jüris (* 1977), Skispringer und Skisprungtrainer
- Triin Peips (* 1982), Biathletin und Skilangläuferin

## Städtepartnerschaften
Freundschaftliche oder partnerschaftliche Beziehungen pflegt Valga zu
- Valka in Lettland
- Oakland in Maryland, USA
- Östhammar in Schweden
- Hallsberg in Schweden
- Tornio in Finnland
- Lübz in Mecklenburg-Vorpommern, Deutschland, seit 1996
- Durbuy in Wallonien, Belgien
- Uusikaupunki, Finnland
- Orimattila, Finnland
- Kobylnica, Polen
- Nowgorod, Russland
- Kościelisko, Polen
- Haparanda, Schweden